# Saint-Jean-d'Aulps
Saint-Jean-d'Aulps, literalmente; São João de Aulps,  é uma comuna francesa do departamento da Alta-Saboia, na região de Auvérnia-Ródano-Alpes situada não longe de Thonon-les-Bains.

## História
A localidade está intimamente ligada à Abadia de Aulps que desde longa data fez conhecer o nome desta região, e que aliás se chamava Saint-Jean-Aulph até 1961. A cruz do brasão é uma referência à abadia implantada neste comuna.

## Desporto
Esta é uma das 12  estações que fazem parte do domínio esquiável das Portes du Soleil.